# Rojnevi Polea, Sneatîn
Rojnevi Polea (în ucraineană Рожневі Поля) este un sat în comuna Șevcenkove din raionul Sneatîn, regiunea Ivano-Frankivsk, Ucraina.

## Demografie
Componența lingvistică a localității Rojnevi Polea
     Ucraineană (100%)
Conform recensământului din 2001, toată populația localității Rojnevi Polea era vorbitoare de ucraineană (100%).